# Dina Grunitzky
Pour les articles homonymes, voir Grunitzky.
Dina Adjoa[réf. nécessaire] Grunitzky, née en 1903 et morte en 1964, est l'épouse du premier président du Togo Sylvanus Olympio. Elle a été la  Première dame de la république du Togo du 15 avril 1961 au 13 janvier 1963.  

## Biographie

### Origines, formation et débuts
Dina Grunitzky est née en 1903. Elle est la fille d'Harry Grunitzky, officier allemand d'origine polonaise et de Hodjinga, Anlo Ewe de Kéta. Elle est la sœur de Félix, 2 ans plus jeune qu'elle et la demi-sœur de Nicolas Grunitzky, homme d'État franco-togolais et deuxième président de la République togolaise,.

### Parcours
En 1930 (18 décembre 1931 selon d'autres sources), elle épouse Sylvanus Olympio. Elle est la Première dame de la République du Togo du 15 avril 1961 au 13 janvier 1963.
Le couple a cinq enfants : Kwassi Bonito Herbert mort le 25 août 1994, Ablavi Rosita, Kwami Gilchrist Sylvanus Olympio, Ayaba Sylvana et Kodzo Elpidio Fernando,.